# Landtagswahl in Schleswig-Holstein 1954
- SPD: 25
- CDU: 25
- FDP: 5
- BHE: 10
- SHB: 4

Die Landtagswahl in Schleswig-Holstein 1954 war die dritte freie Wahl zum Landtag Schleswig-Holstein und fand am 12. September 1954 statt. Die Regierung aus CDU, BHE und FDP wurde prinzipiell bestätigt, die SPD Schleswig-Holstein wurde nach Stimmen, aber nicht nach Mandaten stärkste Kraft.

## Vorgeschichte
Nach der Landtagswahl in Schleswig-Holstein 1950 hatte der CDU-Politiker Walter Bartram eine Koalitionsregierung aus FDP, DP und BHE gebildet. Nach nicht einmal einem Jahr musste Walter Bartram zurücktreten und Friedrich Wilhelm Lübke (CDU) wurde Ministerpräsident. Die FDP erlitt 1952 nach dem Ausscheiden von Minister Hermann Andersen eine Spaltung. Vier Abgeordnete schieden aus der Fraktion des Wahlblocks aus und bildeten eine eigene FDP-Fraktion. Die anderen vier bildeten zunächst eine Fraktion der „demokratischen Sammlung“ und traten später der CDU bei.

## Wahlrecht
Die erst 1950 neu eingeführte Sperrklausel in Höhe von 5 % wurde durch Landeswahlgesetz vom 22. Oktober 1951 auf 7,5 % verschärft. Der SSW klagte erfolgreich gegen diese Wahlrechtsänderung, so erklärte das Bundesverfassungsgericht in seiner Entscheidung vom 5. April 1952, die das „Regel-Quorum“ von 5 % übersteigende Sperrklausel für verfassungswidrig (BVerfGE 1, 208). Dieser Entscheidung folgte der Landtag mit Beschluss vom 28. Oktober 1952.
Bei der Landtagswahl 1954 galt also eine Sperrklausel von 5 %, die durch das Erringen eines Direktmandates umgangen werden konnte. Während es dem SHB mit 5,1 % gerade noch gelang, mit vier Mandaten in den Landtag einzuziehen, scheiterte der SSW mit lediglich 3,5 % der Wählerstimmen auch an diesem Quorum. Eine erneute Klage gegen das Wahlgesetz verlor der SSW mit Entscheidung vom 11. August 1954 (BVerfGE 4, 31). Allerdings wurde im Laufe der Legislaturperiode gemäß der Bonn-Kopenhagener Erklärungen die Fünf-Prozent-Hürde für den SSW 1955 abgeschafft.

## Wahlergebnis
Das amtliche Wahlergebnis lautete wie folgt:
- Wahlberechtigte: 1548832
- Wähler: 1217519 (Wahlbeteiligung: 78,61 %)
- Gültige Stimmen: 1194288

| Partei | Stimmen | Anteil in % | Direkt- man- date | Sitze |
| ------ | ------- | ----------- | ----------------- | ----- |
| SPD    | 396073  | 33,16       | 22                | 25    |
| CDU    | 384875  | 32,23       | 19                | 25    |
| BHE    | 167320  | 14,01       | 1                 | 10    |
| FDP    | 89415   | 7,49        |                   | 5     |
| SHB    | 61277   | 5,13        |                   | 4     |
| SSW    | 42242   | 3,54        |                   |       |
| KPD    | 24731   | 2,07        |                   |       |
| DRP    | 17318   | 1,45        |                   |       |
| BdD    | 10009   | 0,84        |                   |       |
| SHLP   | 1028    | 0,09        |                   |       |
| Total  | 1194288 |             | 42                | 69    |

Die gewählten Mitglieder des Landtags sind der Liste der Mitglieder des Landtages Schleswig-Holstein (3. Wahlperiode) zu entnehmen.
Mit den Stimmen von CDU, BHE und FDP wurde am 11. Oktober 1954 Kai-Uwe von Hassel zum Ministerpräsidenten gewählt. Friedrich-Wilhelm Lübke hatte zuvor aus gesundheitlichen Gründen seinen Rücktritt erklärt (er starb fünf Tage später an Krebs).
Um das Amt des Landtagspräsidenten entspann sich ein Konflikt im Landtag. Gewählt wurde Walther Böttcher (CDU), obwohl die SPD nach Stimmen stärkste Partei geworden war. Die Koalition argumentierte, es käme auf die Mandate, nicht die Stimmen an, wer Parlamentspräsident werde.